# La Véranda
La Véranda est une nouvelle d'Herman Melville publiée en 1856. 

## Historique
La Véranda est une nouvelle d'Herman Melville publiée comme texte d'ouverture en 1856 pour le recueil de nouvelles The Piazza Tales (traduit en français par Les Contes de la véranda).

## Résumé
En septembre 1850, Melville fit l'acquisition d'« Arrowhead », une veille ferme au pied du mont Greylock  dans la région du Berkshire. Pour admirer les collines environnantes, il se fait construire une véranda. Un jour, il aperçoit, dans un creux des montagnes du Nord-Ouest, un « certain objet mal défini » et il décide d'effectuer une randonnée à cheval vers ce point. Il arrive dans une clairière où se dresse une habitation misérable habitée par Marianna, une jeune fille solitaire.

## Éditions en anglais
- La Véranda, chez l'éditeur Dix, Edwards & Co. à New York, 1856.

## Traductions en français
- Benito Cereno et autres nouvelles, traduit par Pierre Leyris, Paris, Plon, 1937 et Gallimard, 1951
- La Véranda, traduction revue par Philippe Jaworski, Herman Melville, Œuvres, IV , Bibliothèque de la Pléiade, éditions Gallimard, 2010.